# Alexander Goldin
Alexander Goldin (russisch Александр Владиленович Гольдин/Alexander Wladilenowitsch Goldin; * 27. Februar 1965, Nowosibirsk, UdSSR) ist ein russischer Schachgroßmeister, der heute in den USA lebt und für die US-Schachföderation spielt. Von 1999 bis 2001 spielte er für den israelischen Schachverband.

## Werdegang

### Familie und Kindheit
Goldin wurde in einer schachbegeisterten Familie groß, zudem in einer Stadt, die eines der führenden Schachzentren in der UdSSR wurde. Im Alter von vier Jahren erlernte Goldin von seinem Vater die Regeln des Schachspiels. Der Vater forderte ihn früh, indem er seinem Sohne zu Beginn lediglich zwei Türme und eine Dame zum Spielen gab, später nur noch eine Dame, bis er acht Jahre alt war. „Meine ältere Schwester Maggy nahm im Viertelfinale der sowjetischen Meisterschaft teil. Mein Zwillingsbruder Roman, der nur eine Viertelstunde jünger ist, ist auch ein Anwärter auf den Meistertitel. Meine Mutter spielte letztes Jahr für ihren Betrieb.“ berichtete er 1989 über seine Familie.
 Er ist jüdischer Konfession.

### Frühe Schacherfolge bis zum Großmeister
Im Alter von sieben Jahren begann er Turniere zu spielen, von denen er nach eigener Aussage die meisten gewann. Sein erster Trainer war Iogan Ioganowitsch Dukart, mit dessen Hilfe er einen Level als guter Kandidat für den Meistertitel erlangte. Anschließend hatte er im Grunde keine Trainer mehr, arbeitete jedoch mit starken Spielern. Seit seinem ersten großen Erfolg 1981 spielte er als Mitglied des Teams der UdSSR-Streitkräfte. Der Sieg 1988 bei den Jungmeistern in Vilnius betrachtete er zu dem Zeitpunkt als seinen größten Erfolg in der UdSSR. Zu dem Zeitpunkt arbeitete er mit dem Großmeister Gennadij Timoščenko, einem früheren Trainer von Garri Kasparow. Bis 1989 spielte er nur wenige internationale Meisterschaften, darunter 1987 und 1988 in Polen und 1989 eines in der Tschechoslowakei. Durch den Sieg bei den letzteren beiden erhielt er auf Anhieb den Großmeistertitel.

### Schachspiel als Beruf
1989 war er in der UdSSR-Armee, in deren Mannschaft er bereits seit 1982 spielte. Später studierte er am Institut für Wassertransport, was er aber nicht als Berufung sah und es gerne für das Schachspiel aufgab. Sein 1989 geäußertes Ziel seine Bewertung auf über 2600 zu steigern gelang ihm mit einem Höchstranking von 2630.
Goldin nahm mit der Mannschaft der Vereinigten Staaten an der Schacholympiade 2004 und Mannschaftsweltmeisterschaft 2005 teil.
Konkrete Schachvorbilder habe er nicht, doch übernehme er Kasparows Aggressivität im Spiel, Karpovs Art zu Manövern und die Eleganz von Spasski. Er bewundert darüber hinaus Ivanchuk und Topalov als unabhängigen Denker. Als Rezept für einen Großmeistertitel sagte er in einem Interview 2011 benötigte man: 10 % Talent, 90 % harte Arbeit, und das Spiel lieben. Stundenlanges Analysieren seiner eigenen Spiele hat ihm im jungen Alter sehr geholfen, ebenso die Freude am Lösen von Schachaufgaben. Aber generell verbrachte er die Zeit außerhalb von Turnieren lieber damit „das Leben zu genießen, als Schach zu studieren“.
Es ist daher nicht verwunderlich, dass er 1989 bereits berichtete, dass sein Schachleben nur auf Turnieren stattfände, den Rest seiner Zeit behalte er sich für Freizeit vor, die er vornehmlich mit seiner Familie verbringe, Frau und Sohn Alexander. Er liest gerne und sinnt über das Leben nach, was ihm zum Schreiben brachte.
Heute arbeitet er unter anderem als Schachtrainer, der vielversprechenden Nachwuchs unterrichtet.

## Erfolge
- 1981: UdSSR-Meister der unter 18-Jährigen[10], gemeinsam mit A. Sokolov[4]
- 1981: Gewinner der Junioren-Meisterschaft der UdSSR Streitkräfte[4]
- 1988: UdSSR-Meister der unter 26-Jährigen[10]
- 1991: New York Open Gewinner[10]
- 1998: World Open Gewinner (mit dem besten Resultat in der Geschichte des Wettbewerbs, 8,5 Punkte aus 9 Partien)[10]
- 2003: Panamerikanischer Meister[10], punktgleich mit dem Zweiten Giovanni Vescovi[11]